# (73942) 1997 SN12
(73942) 1997 SN12 – planetoida z pasa głównego asteroid okrążająca Słońce w ciągu 5,33 lat w średniej odległości 3,05 j.a. Odkryta 27 września 1997 roku.